# Список крупнейших стихийных бедствий

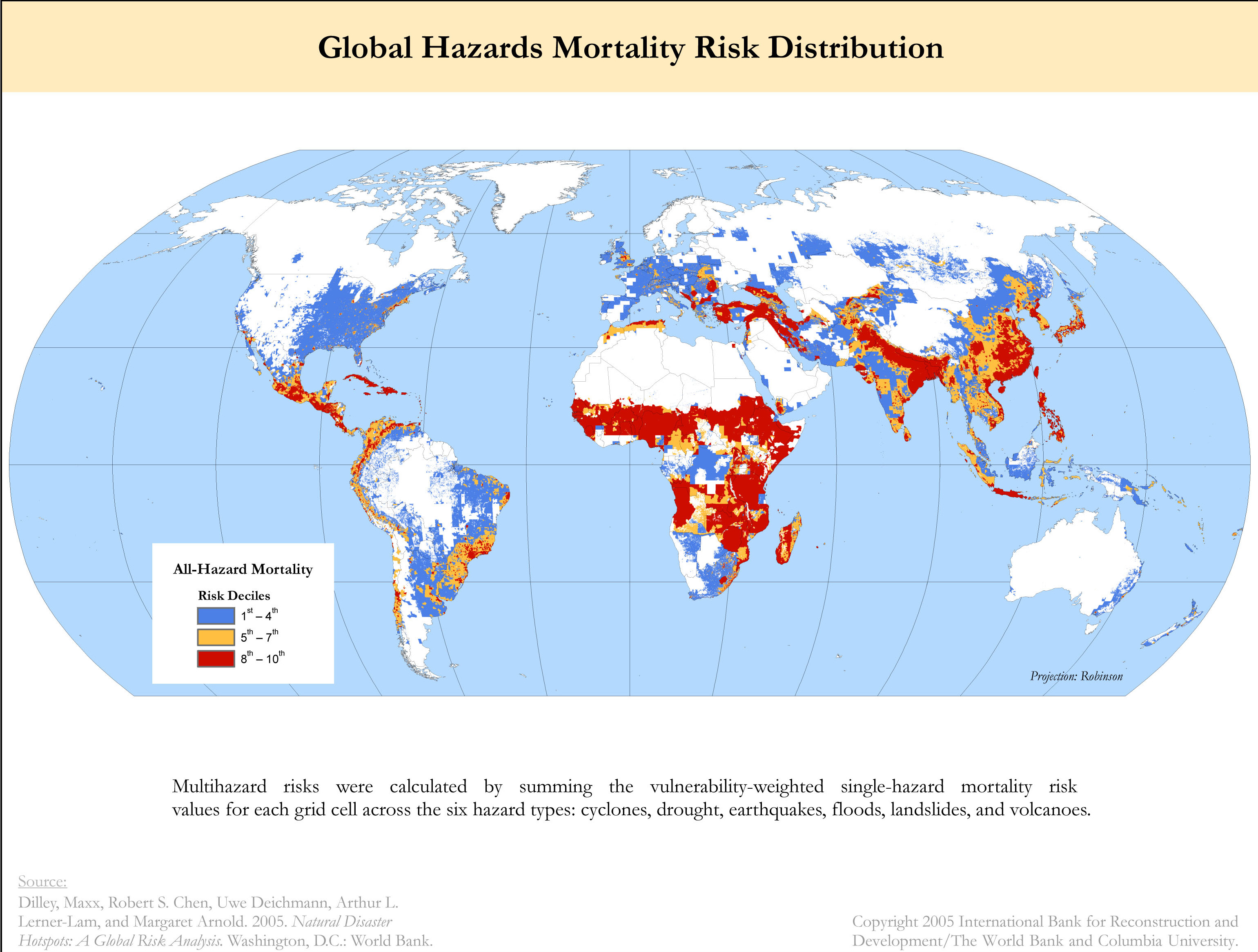
Карта мира, озаглавленная «Глобальные риски смертности от различных опасностей и их распределение» (2005 год)

Стихийное бедствие — бедствие, вызванное природным явлением, носящее чрезвычайный характер и приводящее к нарушению нормальной деятельности населения, гибели людей, разрушению и уничтожению материальных ценностей. Это внезапное событие, которое всегда приводит к широкомасштабным разрушениям, серьёзному сопутствующему ущербу и гибели людей, вызванное силами, отличными от действий людей (то есть не антропогенного характера).
Ниже перечислены крупнейшие стихийные бедствия, случившиеся в мире в обозримом прошлом, то есть о которых есть достаточно достоверные данные о количестве погибших, затронутых катастрофой территориях и т. д. В список включены следующие бедствия: вспышки болезней (эпидемии, пандемии), голод, жара, землетрясения, зимние бури, извержения вулканов, импактные события, лавины, оползни, лесные пожары, лимнические извержения, наводнения, торнадо, смерчи,  тропические циклоны, тайфуны, ураганы и цунами.
Нижеследующие списки отсортированы по числу жертв (количеству погибших людей), то есть площадь бедствия, материальный ущерб и прочие факторы носят второстепенный характер.
В большинстве случаев с столбце «Число погибших» указано примерное количество жертв, так как при широкомасштабном стихийном бедствии точное количество погибших установить невозможно, особенно если оно произошло в малоцивилизованном уголке планеты и/или в историческое время.

## Самые смертоносные стихийные бедствия в истории по наибольшему предполагаемому числу погибших
| Число погибших      | Бедствие                                   | Место                                                                             | Дата                      | Комментарии, ссылки |
| ------------------- | ------------------------------------------ | --------------------------------------------------------------------------------- | ------------------------- | --- |
| 4 000 000 (150 000) | Наводнение в Китае 1931 года               | Южно-Центральный Китай, Восточный Китай                                           | июль—август (ноябрь) 1931 | Под воду ушли такие крупные города как Ухань и Нанкин, в конечном итоге 25 августа была прорвана дамба вдоль озера Гаоюху. |
| 2 000 000 (930 000) | Наводнение на Хуанхэ 1887 года             | Китай                                                                             | сентябрь 1887             | |
| 655 000 (242 419)   | Таншаньское землетрясение                  | Китай (городской округ Таншань)                                                   | июль 1976                 | |
| 500 000 (300 000)   | Циклон Бхола                               | Восточный Пакистан (ныне — Бангладеш), Западная Бенгалия (Индия)                  | ноябрь 1970               | Столь большое число жертв было вызвано сильным штормовым приливом, который затопил множество густонаселённых низких островов в Дельте Ганга. |
| 316 000 (100 000+)  | Землетрясение на Гаити 2010 года           | Гаити                                                                             | январь 2010               | Ок. 250 000 жилых домов и ок. 30 000 коммерческих зданий были разрушены или серьёзно повреждены, в т. ч. Национальный дворец, здание Парламента, собор Порт-о-Пренса.                                                                           |
| ≈300 000+           | Циклон в Коринге                           | деревня Коринга (Восточный Годавари, Андхра-Прадеш, Индия)                        | ноябрь 1839               | В то время Коринга был крупным портовым городом, ныне — маленькая деревня. Оставшиеся в живых ушли из этого «про́клятого места», не став восстанавливать разрушенное.                                                                            |
| 300 000 (230 000)   | Землетрясение в Гяндже                     | Гянджа (Государство Сельджукидов)                                                 | сентябрь 1139             | Во время землетрясения обрушилась гора Кяпаз, которая преградила русло реки Ахсу, вследствие чего образовались восемь крупных озёр, одно из которых — известное Гёйгёль.                                                                        |
| 273 407 (258 707)   | Землетрясение в Ганьсу                     | Ганьсу (Китай)                                                                    | декабрь 1920              | |
| ≈250 000            | Антиохийское землетрясение                 | Антиохия                                                                          | май 526                   | |
| 230 000             | Землетрясение в Алеппо                     | Алеппо (Сирия)                                                                    | октябрь 1138              | Землетрясение происходило в несколько этапов, охватив территории современных северной Сирии и юго-западной Турции, позднее Ирана и Азербайджана. Пик разрушений пришёлся на 11 октября 1138 года, когда пострадал густонаселённый город Алеппо. |
| 229 000+            | Тайфун Нина                                | Тайвань, Восточный и Центральный Китай                                            | август 1975               | Большое количество жертв было вызвано прорывом плотины Баньцяо. |
| 227 898             | Землетрясение в Индийском океане 2004 года | Пострадали 18 стран, наиболее сильный удар пришёлся на остров Суматра (Индонезия) | декабрь 2004              | Являлось так называемым мегаземлетрясением. Волны цунами поднялись до 30 м. |

## Самые смертоносные стихийные бедствия мира по годам, исключая эпидемии и голод

### 1900—1930
| Год  | Число погибших  | Бедствие                    | Затронутые страны (регионы)                                                                    | Дата                                                                      | Комментарии, ссылки |
| ---- | --------------- | --------------------------- | ---------------------------------------------------------------------------------------------- | ------------------------------------------------------------------------- | --- |
| 1900 | 6000—8000       | Галвестонский ураган        | США (в основном), преимущественно город Галвестон (штат Техас)                                 | 9 сентября (самый смертоносный день урагана, который жил ок. 2,5 недель)  | Скорость ветра достигала 214 км/ч, что соответствует 4-й категории по шкале ураганов Саффира — Симпсона. |
| 1901 | 9500            | Жара на Востоке США         | Восточное побережье США                                                                        | июнь—июль                                                                 | Температура воздуха не была исключительно высокой, но бедствие продолжалось уникально длительное время: около полутора месяцев без перерыва. |
| 1902 | 29 000          | Извержение Монтань-Пеле     | остров Мартиника (Малые Антильские острова)                                                    | апрель—август                                                             | |
| 1903 | 3500            | Землетрясение в Манцикерте  | Манцикерт (Муш, Турция)                                                                        | 28 апреля                                                                 | |
| 1904 | 400             | Землетрясение в Сычуане     | Сычуань (Китай)                                                                                | 30 августа                                                                | |
| 1905 | 20 000+         | Землетрясение в Кангре      | долина Кангра (округ Кангра, штат Химачал-Прадеш, Индия)                                       | 4 апреля                                                                  | |
| 1906 | 15 000          | Гонконгский тайфун          | Британский Гонконг                                                                             | 18 сентября (самый смертоносный день тайфуна, который жил 11 дней)        | В результате бедствия погибло около 5 % тогдашнего населения Гонконга. |
| 1907 | 12 000—15 000   | Землетрясение в Каратаге    | Российская империя (ныне — граничный район Таджикистана и Узбекистана)                         | 21 октября                                                                | Основной удар стихии пришёлся на город Каратаг. |
| 1908 | 75 000—82 000   | Мессинское землетрясение    | Мессинский пролив между Сицилией и Апеннинским полуостровом (Италия)                           | 28 декабря                                                                | В результате разгула стихии были разрушены города Мессина, Реджо-ди-Калабрия и Пальми. Самое разрушительное землетрясение в Европе на тот момент. |
| 1909 | 6000—8000       | Землетрясение в Боруджерде  | шахрестан Боруджерд, провинция Лурестан, Персия (ныне — Иран)                                  | 23 января                                                                 | |
| 1910 | 2450            | Землетрясения в Коста-Рике  | Коста-Рика                                                                                     | 4 мая                                                                     | Подземные толчки фиксировались с 13 апреля по 4 мая. Именно в последний день события был разрушен город Картаго — на это стихии потребовалось 16 секунд. |
| 1911 | 41 072          | Жара во Франции             | Франция                                                                                        | июнь—август                                                               | Жара продолжалась 70 дней. Большинство погибших были младенцы. |
| 1912 | 50 000—220 000  | Тайфун в Китае              | Китай                                                                                          | 29 августа (самый смертоносный день тайфуна, который жил неделю)          | |
| 1913 | 1900            | Землетрясение в Юньнане     | Юньнань (Китай)                                                                                | 21 декабря                                                                | |
| 1914 | 2344            | Землетрясение в Бурдуре     | г. Бурдур, ил Бурдур, Турция                                                                   | 4 октября                                                                 | |
| 1915 | 29 978—32 610   | Землетрясение в Авеццано    | близ г. Авеццано (провинция Л’Акуила, центральная часть Апеннинского полуострова, Италия)      | 13 января                                                                 | |
| 1916 | 2000—10 000     | Белая пятница               | Доломитовые Альпы (Восточные Альпы, Италия)                                                    | 13 декабря                                                                | На Итальянском фронте Первой мировой войны лавина обрушилась на австро-венгерские казармы на горе Мармолада. Другие лавины в тот же день обрушились на итальянские и другие австро-венгерские позиции, убив сотни солдат. По некоторым данным, обе стороны намеренно выпустили снаряды в ослабленный снежный покров, пытаясь похоронить другую сторону. |
| 1917 | 2650            | Землетрясение в Гватемале   | Гватемала                                                                                      | ноябрь 1917 — январь 1918                                                 | Сильно пострадали города Гватемала и Антигуа-Гуатемала. |
| 1918 | 1000            | Землетрясение в Шаньтоу     | округ Шаньтоу, провинция Гуандун (Китай), Британский Гонконг                                   | 13 февраля                                                                | |
| 1919 | 772             | Ураган на Флорида-Кис       | архипелаг Флорида-Кис (штат Флорида, США)                                                      | 2—16 сентября                                                             | |
| 1920 | 258 707—273 407 | Землетрясение в Ганьсу      | Ганьсу (Китай)                                                                                 | 16 декабря                                                                | Одно из самых разрушительных землетрясений в истории Китая. |
| 1921 | 215             | Наводнения в Сан-Антонио    | г. Сан-Антонио (штат Техас, США)                                                               | 7—11 сентября                                                             | |
| 1922 | 50 000—100 000+ | Тайфун в Шаньтоу            | округ Шаньтоу, провинция Гуандун (Китай)                                                       | 27 июля — 3 августа                                                       | |
| 1923 | 105 385—142 800 | Великое землетрясение Канто | регион Канто (Япония)                                                                          | 1 сентября                                                                | Огромное количество людей погибло во время землетрясения, которое длилось 4—10 минут. Фиксировались не только пожары, но и огненные вихри. Сразу после землетрясения началась так называемая «Резня в Канто». |
| 1924 | 1000            | Наводнение в Керале         | штат Керала (Индия)                                                                            | июль                                                                      | Дождь продолжался три недели: из берегов вышла крупнейшая река штата — Перияр. Во многих источниках бедствие носит название «Великое наводнение 99 года», так как в то время по календарю малаялам был 1099 год. В результате бедствия серьёзным разрушениям подвергся туристический «свадебный» «чайный» городок (горная станция) Муннар.              |
| 1925 | 5000            | Землетрясение в Дали        | г. Дали (провинция Юньнань, Китай)                                                             | 16 марта                                                                  | |
| 1926 | 709             | Ураган Гавана—Бермуды       | Куба, США (Флорида), Багамы, Бермуды                                                           | 14—28 октября                                                             | |
| 1927 | 40 900          | Землетрясение в Гулане      | уезд Гулан (округ Увэй, провинция Ганьсу, Китай)                                               | 22 мая                                                                    | |
| 1928 | 4112+           | Окичоби                     | Около десятка стран, наиболее пострадали США (штат Флорида, район озера Окичоби) и Пуэрто-Рико | 6—21 сентября                                                             | |
| 1929 | 3257—3800       | Землетрясение в Копетдаге   | горы Копетдаг, граница Ирана и Туркменистана                                                   | 1 мая                                                                     | |
| 1930 | 2000—8000       | Ураган Сан-Сенон            | Четыре страны, наиболее пострадала Доминикана                                                  | 3 сентября (самый смертоносный день урагана, который жил ок. трёх недель) | |

### 1931—1960
| Год  | Число погибших    | Бедствие                                 | Затронутые страны (регионы)                                       | Дата                                                                      | Комментарии, ссылки |
| ---- | ----------------- | ---------------------------------------- | ----------------------------------------------------------------- | ------------------------------------------------------------------------- | --- |
| 1931 | 150 000—4 000 000 | Наводнение в Китае 1931 года             | Южно-Центральный Китай, Восточный Китай                           | июль—август (ноябрь)                                                      | Под воду ушли такие крупные города как Ухань и Нанкин, в конечном итоге 25 августа была прорвана дамба вдоль озера Гаоюху. |
| 1932 | 3103+             | Ураган на Кубе                           | Куба, Острова Кайман, Багамские Острова, Малые Антильские острова | 9 ноября (самый смертоносный день урагана, который жил более двух недель) | Скорость ветра достигала 280 км/ч. |
| 1933 | 6865—9300         | Землетрясение в Диекси                   | пос. Диекси (уезд Маосянь, провинция Сычуань, Китай)              | 25 августа                                                                | Значительная часть посёлка погрузилась на дно озера, созданного землетрясением. |
| 1934 | 10 700—12 000     | Землетрясение в Непале и Индии           | граница Непала и Индии (северный Бихар)                           | 15 января                                                                 | Стихия почти полностью разрушила города Мунгер и Музаффарпур. |
| 1935 | 30 000—60 000     | Землетрясение в Белуджистане             | г. Кветта (провинция Белуджистан, Британская Индия)               | 31 мая                                                                    | Самое смертоносное землетрясение Южной Азии до 2005 года (Землетрясение в Кашмире). |
| 1936 | 5000+             | Жара в Северной Америке                  | США, Канада                                                       | июнь—сентябрь                                                             | Убийственная жара наложилась на длящуюся Великую депрессию и серию крупных пылевых бурь. Эта жара последовала за экстремально холодной зимой 1935/1936. |
| 1937 | 11 021            | Гонконгский тайфун                       | Гонконг, Макао, Тайвань                                           | 2 сентября (самый смертоносный день тайфуна, который жил неделю)          | |
| 1938 | 715+              | Великое хансинское наводнение            | окрестности горы Рокко (префектура Хиого, Япония)                 | июль                                                                      | |
| 1939 | 32 700—32 968     | Землетрясение в Эрзинджане               | близ г. Эрзинджан (ил Эрзинджан, Турция)                          | 27 декабря                                                                | Самое смертоносное стихийное бедствие Турции в XX веке. |
| 1940 | 1000              | Карпатское землетрясение                 | Румыния, Молдова, Украина                                         | 10 ноября                                                                 | Первое разрушительное землетрясение в истории современной Румынии. Отличалось необычайно широким территориальным охватом |
| 1941 | 1200              | Землетрясение в Разихе                   | округ Разих (мухафаза Саада, Йемен)                               | 11 января                                                                 | Землетрясение имело отнюдь не катастрофическую силу: его магнитуда составила 5,8—6,5. |
| 1942 | 61 000            | Циклон в Западной Бенгалии               | Западная Бенгалия, Индия                                          | 14—18 октября                                                             | Скорость ветра достигала 225 км/ч. |
| 1943 | 2824—5000         | Землетрясение в Тосья                    | г. Тосья (ил Кастамону, Турция)                                   | 27 ноября                                                                 | Землетрясение затронуло обширную площадь в 45 000 км² и затронуло такие крупные города как Трабзон, Ыспарта, Элязыг, Зонгулдак и Йозгат. |
| 1944 | 10 000            | Землетрясение в Сан-Хуане                | провинция Сан-Хуан (Аргентина)                                    | 15 января                                                                 | Стихия сильно разрушила город Сан-Хуан, уничтожив 10 % его тогдашнего населения и 90 % его зданий (почти все дома города были построены из самана). Треть населения провинции осталась без крова. |
| 1945 | 4000              | Землетрясение в Белуджистане             | Мекран (Британская Индия)                                         | 28 ноября                                                                 | |
| 1946 | 2550              | Землетрясение в Доминиканской Республике | провинция Самана (Доминикана)                                     | 4 августа                                                                 | |
| 1947 | 1077              | Тайфун Кэтлин                            | регион Канто (Япония)                                             | 15 сентября (самый смертоносный день тайфуна, который жил пять дней)      | Также 853 человека остались в графе «пропавшие без вести». |
| 1948 | 36 000—110 000    | Ашхабадское землетрясение                | Туркменистан (СССР), Иран                                         | 6 октября                                                                 | Эпицентр находился практически под густонаселённым городом Ашхабад. Установить хотя бы приблизительное количество погибших невозможно из-за советской цензуры. |
| 1949 | 4000              | Наводнение в Восточной Гватемале         | Восточная Гватемала                                               | 14—16 октября                                                             | |
| 1950 | 2910              | Наводнение в Пакистане                   | Пакистан                                                          |                                                                           | |
| 1951 | 4800              | Наводнение в Маньчжурии                  | Маньчжурия (Китай)                                                | 18 сентября                                                               | |
| 1952 | 2336              | Северо-Курильское цунами                 | Сахалинская область, Камчатская область (СССР)                    | 5 ноября                                                                  | Наибольшее количество жертв пришлось на городок Северо-Курильск (погибло ок. 1200 чел. из населения в примерно 6000 жителей). В центральных советских газетах и даже в газете «Камчатская правда» (Петропавловск-Камчатский) сообщений о катастрофе не было. Сведения о жертвах и ущербе оставались засекреченными до начала 1990-х годов. |
| 1953 | 2551              | Наводнение в странах Северного моря      | Нидерланды, Бельгия, Великобритания                               | 31 января — 1 февраля                                                     | Сочетание высокого прилива и мощной «Европейской бури» вызвало так называемый «штормовой прилив Северного моря». Ветер, прилив и низкое атмосферное давление заставили уровень океана подняться на 5,6 м выше своего среднего значения. 9 % сельскохозяйственных земель Нидерландов оказались затоплены.                                   |
| 1954 | 33 000            | Наводнение Янцзы                         | провинция Хубэй (Китай)                                           | июнь—сентябрь                                                             | Из-за проливных дождей из берегов вышла река Янцзы. |
| 1955 | 1023+             | Ураган Джанет                            | Малые Антильские острова, Мексика                                 | 21—30 сентября                                                            | Скорость ветра достигала 282 км/ч. |
| 1956 | 4935              | Тайфун Ванда                             | Тайвань, Китай (провинция Чжэцзян)                                | 1 августа (самый смертоносный день тайфуна, который жил полторы недели)   | |
| 1957 | 1130              | Землетрясение в Фарсинае                 | остан Хамадан (Иран)                                              | 13 декабря                                                                | Наибольшее количество жертв было в деревне Farsinaj-e Jadid. |
| 1958 | 1269              | Тайфун Ида                               | Восток и северо-восток Японии                                     | 26 сентября (самый смертоносный день тайфуна, который жил полторы недели) | Скорость ветра достигала 325 км/ч. |
| 1959 | 5098              | Тайфун Вера                              | Япония                                                            | 26 сентября (самый смертоносный день тайфуна, который жил девять дней)    | Скорость ветра достигала 305 км/ч. Были ранены ок. 39 000 человек, ок. 1,5 миллиона японцев остались без крова. |
| 1960 | 14 174            | Сильный циклонический шторм № 10         | Восточный Пакистан (ныне — Бангладеш)                             | 31 октября (самый смертоносный день шторма, который жил пять дней)        | |

### 1961—1990
| Год  | Число погибших  | Бедствие                                    | Затронутые страны (регионы)                                                                                  | Дата                                                                | Комментарии, ссылки |
| ---- | --------------- | ------------------------------------------- | --- | ------------------------------------------------------------------- | --- |
| 1961 | 11 468          | Сильный циклонический шторм № 3 (Винни)     | Восточный Пакистан (ныне — Бангладеш)                                                                        | 6—9 мая                                                             | |
| 1962 | 12 225          | Землетрясение в Казвине                     | остан Казвин (Иран)                                                                                          | 1 сентября                                                          | Самое сильное землетрясение в регионе с 1630 года. Разрушено или повреждено свыше 21 300 домов, 91 деревня была уничтожена, ещё 233 пострадали. |
| 1963 | 22 000          | Чрезвычайно сильный циклонический шторм № 2 | Восточный Пакистан (ныне — Бангладеш)                                                                        | 28 мая (самый смертоносный день шторма, который жил полторы недели) | |
| 1964 | 7000            | Тропический шторм Джоан                     | Вьетнам | 4—11 ноября                                                         | Ок. 90 % зданий в трёх провинциях были повреждены, ок. миллиона человек остались без крова. Военные действия на время шторма были приостановлены. |
| 1965 | 47 000          | Бенгальские циклоны                         | Восточный Пакистан (ныне — Бангладеш)                                                                        | 11—12 мая и 1—2 июня                                                | |
| 1966 | 2394—3000       | Землетрясение в Варто                       | ил Муш (Турция)                                                                                              | 19 августа                                                          | Большинство жертв пришлось на город Варто, в нём было разрушено почти 100 % зданий. |
| 1967 | 10 000          | Циклон в Парадипе                           | округ Джагатсингхпур, штат Одиша (Индия)                                                                     | 26 октября                                                          | Сильно пострадал город Парадип. |
| 1968 | 15 900          | Землетрясение в Дашт-Баяз и Фердоус         | остан Южный Хорасан (Иран)                                                                                   | 31 августа — 1 сентября                                             | Сильные разрушения получили города́ Хезри-Дашт-Беяз и Фердоус. |
| 1969 | 3000            | Землетрясение в Янцзяне                     | округ Янцзян (провинция Гуандун, Китай)                                                                      | 26 июля                                                             | Стихия разрушила более 10 700 домов и серьёзно повредило ещё около 36 000 |
| 1970 | 300 000—500 000 | Циклон Бхола                                | Восточный Пакистан (ныне — Бангладеш), Западная Бенгалия (Индия)                                             | 3 ноября                                                            | Столь большое число жертв было вызвано сильным штормовым приливом, который затопил множество густонаселённых низких островов в Дельте Ганга. |
| 1971 | 100 000         | Наводнение в Ханое и дельте Хонгха          | Северный Вьетнам                                                                                             | 1 августа                                                           | Из берегов вышла река Хонгха (её дельта), был затоплен город Ханой. |
| 1972 | 5374            | Землетрясение в Кире                        | шахрестан Кир и Карзин (остан Фарс, Иран)                                                                    | 10 апреля                                                           | От стихии сильно пострадал город Кир. |
| 1973 | 2175—2204       | Землетрясение в Лухо                        | уезд Лухо (провинция Сычуань, Китай)                                                                         | 6 февраля                                                           | |
| 1974 | 8210            | Ураган Фифи—Орлен                           | Пуэрто-Рико, Гаити, Ямайка, Никарагуа, Гондурас, Белиз, Сальвадор, Гватемала, Мексика, США (Аризона)         | 18—20 сентября                                                      | Ураган жил 10 дней. Основной удар стихии пришёлся на Гондурас. В целях предотвращения эпидемий правительство разрешило сжигать тела погибших по мере их обнаружения. Из-за огромного ущерба и больших человеческих жертв имя «Фифи—Орлен» было исключено из списка названий атлантических ураганов и с тех пор не используется. |
| 1975 | 229 000+        | Тайфун Нина                                 | Тайвань, Восточный и Центральный Китай                                                                       | 7 августа                                                           | Большое количество жертв было вызвано прорывом плотины Баньцяо. |
| 1976 | 242 419—655 000 | Таншаньское землетрясение                   | Китай (городской округ Таншань)                                                                              | 28 июля                                                             | |
| 1977 | 10 000—50 000   | Циклон в Андхра-Прадеш                      | штат Андхра-Прадеш (Индия)                                                                                   | 19 ноября (самый смертоносный день циклона, который жил неделю)     | Наиболее пострадали прибрежные деревни реки Кришна; тысячи людей погибли на острове Дивисеема, на который обрушилась семиметровая волна. |
| 1978 | 15 000—25 000   | Тебесское землетрясение                     | шахрестан Тебес (остан Южный Хорасан, Иран)                                                                  | 16 сентября                                                         | Серьёзные разрушения получил город Тебес. |
| 1979 | 2078            | Ураган Дэвид                                | Малые Антильские острова, Северные Подветренные острова, Куба, Восточное побережье США, Атлантическая Канада | 25 августа — 8 сентября                                             | Наибольшее количество жертв было зафиксировано в Доминикане. Скорость ветра достигала 282 км/ч. |
| 1980 | 2633—5000       | Землетрясение в Эль-Аснаме                  | Северный Алжир                                                                                               | 10 октября                                                          | Значительные разрушения получил крупный город Эль-Аснам. Крупнейшее землетрясения в Атласских горах с 1790 года. Было уничтожено ок. 25 000 домов, ок. 300 000 алжирцев остались без крова. Большое количество жертв было вызвано тем, что землетрясение разрушило единственную больницу города, поэтому раненых транспортировали по жаре за 160 км до ближайшей больницы. Ущерб составил 5,2 млрд долларов, что на тот момент составляло 22 % ВВП Алжира. |
| 1981 | 1400—3000       | Землетрясение в Голбафе                     | остан Керман (Иран)                                                                                          | 11 июня                                                             | Серьёзные разрушения получил городок Голбаф. |
| 1982 | 2800            | Землетрясение в Северном Йемене             | Северный Йемен                                                                                               | 13 декабря                                                          | Серьёзные разрушения получил город Дамар. |
| 1983 | 1342            | Землетрясение в Эрзуруме                    | ил Эрзурум (Турция)                                                                                          | 30 октября                                                          | Серьёзные разрушения получил город Эрзурум. |
| 1984 | 1474            | Тайфун Айк                                  | Северные Марианские Острова, острова Рюкю, Филиппины, Китай                                                  | 26 августа — 6 сентября                                             | Наибольший урон понесли Филиппины: в провинции Северный Суригао погибли ок. 1000 человек, были разрушены ок. 80 % зданий, уничтожены 27 деревень, ок. 90 000 филиппинцев остались без крова. |
| 1985 | 23 000+         | Извержение Невадо-дель-Руиса                | департамент Толима (Колумбия)                                                                                | 13 ноября                                                           | Извержение вулкана Руис было относительно небольшим, но пирокластические потоки и выброс горячей породы привели к таянию части ледникового покрова на вершине вулкана и образованию лахаров в ущельях на склонах горы. Несколько грязевых потоков слились и образовали большой лахар, который практически полностью уничтожил город Армеро: из примерно 29 000 его жителей погибли более 20 тысяч.                                                         |
| 1986 | 1746            | Лимнологическая катастрофа на озере Ньос    | Северо-Западный регион (Камерун)                                                                             | 21 августа                                                          | На озере Ньос произошла лимнологическая катастрофа: огромное количество углекислого газа вырвалось из озера со скоростью ок. 100 км/ч, затем это облако осело, задушив всех людей и кислорододышащих животных в радиусе 25 км от озера. |
| 1987 | 1000—5000       | Землетрясение в Эквадоре                    | провинция Напо (Эквадор)                                                                                     | 5 марта                                                             | Правительство официально признало гибель одной тысячи человек, ещё четыре тысячи граждан остались в графе «пропавшие без вести». |
| 1988 | 25 000—50 000   | Спитакское землетрясение                    | Армения (СССР)                                                                                               | 7 декабря                                                           | 514 тысяч человек остались без крова, 140 тысяч человек получили инвалидность. Почти полностью уничтожен город Спитак, серьёзные разрушения получили такие крупные города как Ленинакан и Кировакан. |
| 1989 | 3814            | Наводнение в Сычуани                        | провинция Сычуань (Китай)                                                                                    | 27 июля                                                             | |
| 1990 | 35 000—45 000   | Землетрясение в Манджиле и Рудбаре          | остан Гилян (Иран)                                                                                           | 21 июня                                                             | Были разрушены крупные города Манджиль и Рудбар. |

### 1991—2020
| Год  | Число погибших  | Бедствие                                 | Затронутые страны (регионы)                                                                                               | Дата                                                                                | Комментарии, ссылки |
| ---- | --------------- | ---------------------------------------- | --- | ----------------------------------------------------------------------------------- | --- |
| 1991 | 138 866         | Циклон в Бангладеш                       | Бангладеш, Северо-Восточная Индия, Мьянма, Китай (провинция Юньнань)                                                      | 24—30 апреля                                                                        | Ок. 10 миллионов человек остались без крова. |
| 1992 | 2500            | Землетрясение и цунами на острове Флорес | остров Флорес (Восточная Нуса-Тенгара, Индонезия)                                                                         | 12 декабря                                                                          | В городе Маумере были разрушены ок. 90 % зданий, а в целом на острове Флорес были повреждены или разрушены ок. 65 % сооружений. |
| 1993 | 9748            | Землетрясение в Латуре                   | округа́ Латур и Османабад (штат Махараштра, Индия)                                                                         | 30 сентября                                                                         | |
| 1994 | 1100            | Землетрясение на реке Паэс               | департаменты Каука и Уила (Колумбия)                                                                                      | 6 июня                                                                              | Пострадали поселения бассейна реки Паэс (крупнейшее из них — город Паэс). Большинство жертв — индейцы паэс. |
| 1995 | 6434            | Землетрясение в Кобе                     | остров Авадзи (префектура Хиого, Япония)                                                                                  | 17 января                                                                           | Стихия уничтожила 120 из 150 причалов порта Кобе. Ущерб составил 2,5 % от ВВП Японии в то время. Самое смертоносное землетрясение Японии с 1923 года (Великое землетрясение Канто). |
| 1996 | 1077            | Циклон в Андхра-Прадеш                   | штат Андхра-Прадеш (Индия)                                                                                                | 4—7 ноября                                                                          | Особенно пострадал округ Восточный Годавари, в котором были полностью уничтожены две деревни. Циклон уничтожил 241 802 га посевов и убил миллионы голов крупного рогатого скота и кур. Повреждены 647 554 до́ма, в том числе более 10 000 уничтожены полностью. |
| 1997 | 3275            | Тропический шторм Линда                  | Восемь стран, особенно Вьетнам                                                                                            | 1—9 ноября                                                                          | Во Вьетнаме погибли 3111 человек, повреждено или разрушено ок. 200 000 домов, ок. 383 000 человек остались без крова. |
| 1998 | 11 374          | Ураган Митч                              | Стра́ны Центральной Америки (особенно Гондурас), п-ов Юкатан, Южная Флорида, Ирландия, Великобритания                      | 22 октября — 9 ноября                                                               | Второй по смертоносности атлантический ураган с 1780 года (Великий ураган 1780 года). Ок. 7000 человек погибли в Гондурасе и ок. 3800 человек в Никарагуа. В Гондурасе ураган разрушил ок. 35 000 домов и повредил ещё ок. 50 000, оставив без крова до 1,5 миллиона человек, или ок. 20 % населения страны. Из-за огромного ущерба и больших человеческих жертв имя «Митч» было исключено из списка названий атлантических ураганов и с тех пор не используется. |
| 1999 | 17 127—18 373   | Измитское землетрясение                  | ил Коджаэли (Мраморноморский регион, Турция)                                                                              | 17 августа                                                                          | 5840 человек остались в графе «пропавшие без вести». Серьёзно пострадал крупный город Измит. |
| 2000 | 700—800         | Наводнение в Мозамбике                   | Южный Мозамбик | февраль—март                                                                        | Дожди, вызванные циклоном Леон-Элин, продолжались 4 недели. Пострадало ок. 1400 км² пахотных земель, погибло ок. 20 000 голов крупного рогатого скота. Крупнейшее наводнение страны за 50 лет. |
| 2001 | 13 805—20 023   | Гуджаратское землетрясение               | округ Кач (штат Гуджарат, Индия)                                                                                          | 26 января                                                                           | Ок. 167 000 человек ранены, разрушено ок. 340 000 зданий. Серьёзные урон понёс город Бхачау. |
| 2002 | 1030            | Жара в Индии                             | Южная Индия (в основном штат Андхра-Прадеш)                                                                               | май                                                                                 | Температура воздуха достигала 49°С. |
| 2003 | 72 000          | Жара в Европе                            | 7 стран (в основном Италия)                                                                                               | июль—август                                                                         | В Италии погибло ок. 20 000 человек, во Франции — 14,8—19,0 тыс. человек, в Испании — почти 13 тыс. |
| 2004 | 227 898         | Землетрясение в Индийском океане         | 18 стран | 26 декабря                                                                          | Являлось так называемым мегаземлетрясением. Волны цунами поднялись до 30 м. Наиболее сильный удар пришёлся на остров Суматра (Индонезия). |
| 2005 | 86 000—87 351   | Землетрясение в Кашмире                  | 6 стран (в основном Пакистан)                                                                                             | 8 октября                                                                           | Сильным разрушениям подверглись крупные города́ Музаффарабад и Балакот. Самое смертоносное землетрясение Южной Азии за всю историю наблюдений. |
| 2006 | 5749—5778       | Землетрясение в Джокьякарте              | округ Джокьякарта (остров Ява, Индонезия)                                                                                 | 27 мая                                                                              | Сильные разрушения получил крупный город Джокьякарта и исторический храмовый комплекс Прамбанан. |
| 2007 | 3447—15 000     | Циклон Сидр                              | Андаманские острова, Бангладеш, Западная Бенгалия, Северо-Восточная Индия, Юго-Западный Китай                             | 11—16 ноября                                                                        | Скорость ветра достигала 260 км/ч. Наибольший урон понёс Бангладеш. |
| 2008 | 138 373         | Циклон Наргис                            | Бангладеш, Мьянма, Индия, Шри-Ланка, Таиланд, Лаос, Китай                                                                 | 27 апреля — 3 мая                                                                   | Крупнейшее стихийное бедствие в истории Мьянмы. Большинство погибших — из густонаселённой дельты Иравади. Много жертв в городе Богале. Ок. 55 000 человек остались в графе «пропавшие без вести». Спустя несколько дней после бедствия поблизости случилась ещё одна крупная природная катастрофа: Сычуаньское землетрясение (более 87 тыс. погибших, более 18 тыс. пропали без вести).                                                                           |
| 2009 | 1115            | Землетрясение на Суматре                 | остров Суматра (Индонезия)                                                                                                | 30 сентября                                                                         | Сильно пострадал округ Паданг-Париаман и его главный город Паданг. Серьёзно повреждены ок. 135 000 домов. |
| 2010 | 100 000—316 000 | Землетрясение на Гаити                   | Гаити | 12 января                                                                           | Ок. 250 000 жилых домов и ок. 30 000 коммерческих зданий были разрушены или серьёзно повреждены, в т. ч. Национальный дворец, здание Парламента, собор Порт-о-Пренса. |
| 2011 | 19 759          | Землетрясение в Японии                   | регион Тохоку (п-ов Осика, Япония)                                                                                        | 11 марта                                                                            | 2553 человека остались в графе «пропавшие без вести». Самое сильное землетрясение Японии, 4-е по силе в мире (с 1900 года). Волны цунами достигали в высоту 40,5 м и двигались со скоростью до 700 км/ч. Почти полностью уничтожен крупный город Исиномаки. Цунами вызвало аварию на АЭС «Фукусима-1». Экономический ущерб бедствия был оценён в 235 млрд долларов.                                                                                               |
| 2012 | 1901            | Тайфун Бофа                              | Микронезия, Палау, Филиппины                                                                                              | 25 ноября — 9 декабря                                                               | Самый сильный тайфун из когда-либо фиксировавшихся на острове Минданао. Скорость ветра достигала 280 км/ч. |
| 2013 | 6352            | Тайфун Хайян                             | Микронезия, Филиппины, Южный Китай, Вьетнам, Тайвань, Палау                                                               | 3—11 ноября                                                                         | 1771 человек остались в графе «пропавшие без вести». Почти все погибшие — на Филиппинах. Скорость ветра достигала 315 км/ч. |
| 2014 | 350—2700        | Оползень в провинции Бадахшан            | провинция Бадахшан (Афганистан)                                                                                           | 2 мая                                                                               | Два крупных оползня сошли с разницей в несколько часов (второй накрыл собой начавшиеся спасательные работы). |
| 2015 | 8964            | Землетрясения в Непале                   | район Горкха (Гандаки, Западный регион, Непал)                                                                            | 25 апреля и 12 мая                                                                  | 3,5 миллиона непальцев остались без крова. Крупнейшее землетрясение Непала с 1934 года. Землетрясение вызвало сход лавины на Джомолунгме (24 погибших) и сход лавины в долине Лангтанг (ок. 300 погибших). Серьёзно повреждены или разрушены исторические памятники культуры: Площадь Дурбар в Катманду, Площадь Дурбар в Патане, Площадь Дурбар в Бхактапуре, ступа Боднатха, храмовый центр Сваямбунатх.                                                        |
| 2016 | 160+ — 1111     | Жара в Индии                             | Индия (в основном штат Раджастхан)                                                                                        | апрель—май                                                                          | Температура воздуха достигала 51°С. |
| 2017 | 3059            | Ураган Мария                             | Малые Антильские острова (особенно Доминика и Виргинские Острова), Пуэрто-Рико, Доминикана, Гаити, Теркс и Кайкос, Багамы | 19—21 сентября (самые смертоносные дни урагана, который жил две с половиной недели) | Экономический ущерб от урагана был оценён в 91,61 млрд долларов (в ценах 2017 года; основные разрушения произошли в Пуэрто-Рико). Скорость ветра достигала 282 км/ч. На Юго-Востоке США с перебоями работало электричество на протяжении нескольких месяцев. 2975 из 3059 погибших — в Пуэрто-Рико. |
| 2018 | 4340            | Землетрясение и цунами на Сулавеси       | п-ов Минахаса (округ Донгала, провинция Центральный Сулавеси, Индонезия)                                                  | 28 сентября                                                                         | 667 человек остались в графе «пропавшие без вести». Цунами высотой до 7 м сильно ударило по городам Палу, Донгала и Мамуджу. В Палу и его пригородах было зафиксировано масштабное довольно редкое явление «разжижение грунта». |
| 2019 | 3951+           | Жара в Европе                            | Франция (в основном), Великобритания, Бельгия, Германия, Нидерланды                                                       | 24 июня — 28 июля                                                                   | Впервые в истории Франции температура воздуха превысила 45 °C. |
| 2020 | 6511            | Наводнения в Южной Азии                  | Афганистан, Индия, Бангладеш, Непал, Пакистан, Шри-Ланка                                                                  | май—октябрь                                                                         | Ущерб от бедствия был оценён в 105 миллиардов долларов. |

### 2021 — настоящее время
| Год  | Число погибших | Бедствие                       | Затронутые страны (регионы) | Дата                  | Комментарии, ссылки |
| ---- | -------------- | ------------------------------ | --------------------------- | --------------------- | --- |
| 2021 | 2248           | Землетрясение на Гаити         | Гаити                       | 14 августа            | 329 человек остались в графе «пропали без вести». Основной удар пришёлся на п-ов Тибурон, городок Пети-Тру-де-Нип. |
| 2022 | 24 501         | Аномальная жара в Европе       | 20 стран Европы             | 12 июня — 12 сентября | В португальском городке Алижо была зафиксирована температура воздуха 47°С. Во Франции погибло ок. 11 тыс. человек, в Испании — 4655 чел., в Германии — более 4500 чел. Ущерб оценён в 19 млрд евро.                                                                             |
| 2023 | 57 350+        | Землетрясение в Турции и Сирии | Турция, Сирия               | 6 февраля             | Сильнейшее землетрясение Турции с 1939 года. Разрушения зафиксированы на площади 350 000 км² (сопоставимо с площадью, например, Германии). Ок. 1,5 млн человек остались без крова. Ущерб оценён в 109,1 млрд долларов. Немедленную помощь стране оказали спасатели из 94 стран. |

## Списки самых смертоносных стихийных бедствий по типу

### Вспышки болезней
Основные статьи: Список эпидемий и пандемий, Эпидемия и Пандемия.
Комментарий: Числа в столбце «Число умерших» указаны очень приблизительные. Ныне продолжающиеся (2023 год) пандемии выделены полужирным.
| Число умерших, млн чел.      | Бедствие            | Затронутые страны (регионы)                                | Годы                       | Патоген (болезнь)                                                                                     | Комментарии, ссылки |
| ---------------------------- | ------------------- | ---------------------------------------------------------- | -------------------------- | --- | --- |
| 75—200                       | Чёрная смерть       | Европа, в меньшей степени Северная Африка и Ближний Восток | 1346—1353                  | Чумная палочка (чума)                                                                                 | В 1315—1317 гг. Европа пережила другую крупнейшую катастрофу — Великий голод. Чёрная смерть убила 30—60 % населения Европы и 30—35 % населения Ближнего Востока. Население Земли за период 1348—1420 гг. уменьшилось с ок. 475 до ок. 350—375 млн человек. |
| 17—100                       | Испанский грипп     | Весь мир                                                   | 1918—1920                  | H1N1 (грипп)                                                                                          | |
| 33,6—48,6 (2021 г.)          | Пандемия ВИЧ/СПИД   | Весь мир                                                   | 1981 — н. в.               | Вирус иммунодефицита человека (ВИЧ/СПИД)                                                              | |
| 30—100                       | Юстинианова чума    | Европа, Передняя Азия                                      | 541—549                    | Чумная палочка (чума)                                                                                 | |
| 6,882—28,3 (декабрь 2022 г.) | Пандемия COVID-19   | Весь мир                                                   | 2019 — н. в.               | SARS-CoV-2 (COVID-19)                                                                                 | |
| >12 — 15                     | Третья пандемия     | Весь мир                                                   | 1855—1960                  | Чумная палочка (бубонная чума)                                                                        | Более 12 млн умерших — только в Китае и Индии. |
| 5—15                         | Эпидемия коколизтли | Мексика                                                    | 1545—1548                  | Неизвестно. Вероятно, salmonella enterica subsp. enterica (брюшной тиф) или геморрагическая лихорадка | |
| 5—10                         | Антонинова чума     | Римская империя                                            | 165—180 (возможно, до 190) | Вероятно, variola (натуральная оспа), возможно в сочетании с measles morbillivirus (корь)             | Смертность составляла ок. 25 %, умерло до 10 % населения Империи. |
| 5—8                          | Эпидемия оспы       | Мексика                                                    | 1519—1520                  | Variola (натуральная оспа)                                                                            | |
| 0,7—3                        | Эпидемия тифа       | Россия (СССР)                                              | 1918—1923                  | Rickettsia prowazekii (сыпной тиф)                                                                    | |

### Голод
Основные статьи: Список голодов и Массовый голод.
Комментарий: Некоторые из перечисленных ниже голодов частично вызваны не природными, а человеческими факторами.
| Число умерших, млн чел. | Бедствие                | Затронутые страны (регионы)           | Годы               | Комментарии, ссылки |
| ----------------------- | ----------------------- | ------------------------------------- | ------------------ | --- |
| 15—55                   | Великий китайский голод | Китай                                 | 1959—1961          | Наиболее пострадала провинция Аньхой. Виной голода стал «Большой скачок», создание «народных коммун». Считается, что в этом голоде виновата стихия на 30 %, человеческий фактор — на 70 %. |
| 20—25                   | Голод в Китае           | Китай                                 | 1906—1907          | Наиболее пострадали поселения среднего и нижнего течения реки Хуайхэ: север провинций Аньхой и Цзянсу. |
| 9,5—13                  | Голод в Северном Китае  | Северный Китай                        | 1876—1879          | Наиболее пострадала провинция Шаньси. Причиной голода считается «Колебание Эль-Ниньо — Южное». |
| 11                      | Голод Чалиса            | Северная Индия                        | 1783—1784          | Причина голода — необычно сильное эль-Ниньо. |
| 11                      | Голод Доджи-бара        | Индия                                 | 1789—1792          | Причина голода — необычно сильное эль-Ниньо, длившееся шесть лет. |
| 7—10                    | Голод в Бенгалии        | Британская Индия                      | 1769—1771          | Население Бенгалии сократилось на 25—33 %. |
| 5,6—9,6                 | Великий голод           | Британская Индия                      | 1876—1878          | Основная причина — засуха и неурожай на плато Декан. |
| 5,7—8,7                 | Голод в СССР            | СССР                                  | 1932—1933          | Особенно пострадали «зерновые регионы»: Украина, Северный Кавказ, Поволжье, Казахстан, Южный Урал и Западная Сибирь. Основные причины голода: принудительная коллективизация сельского хозяйства в рамках Первой пятилетки и принудительные закупки зерна в сочетании с быстрой индустриализацией и сокращением рабочей силы в сельском хозяйстве. |
| 7,5                     | Великий голод           | Европа                                | 1315—1317 или 1322 | Поголовье овец и крупного рогатого скота сократилось на 80 %. |
| 7,4                     | Голод в Декане          | Империя Великих Моголов, регион Декан | 1630—1632          | |

### Жара
Основные статьи: Список волн жара и Жара.
Комментарий: Подсчёт количества умерших именно от «волны жара» — очень сложный процесс. От жары в большом количестве умирают пожилые и старые люди, которые уже больны, поэтому крайне непросто определить, умер человек именно от жары или от какой-либо болезни, которую данная волна жара активизировала, усилила и привела к летальному исходу. Особенно это касается людей с болезнями сердца или лёгких.
| Число умерших | Бедствие                | Затронутые страны (регионы)                                         | Год  | Комментарии, ссылки |
| ------------- | ----------------------- | ------------------------------------------------------------------- | ---- | --- |
| 72 000        | Жара в Европе           | 7 стран                                                             | 2003 | В Италии погибло ок. 20 000 человек, во Франции — 14,8—19,0 тысяч человек, в Испании — почти 13 |
| 56 000        | Жара в России           | Россия                                                              | 2010 | Самое жаркое лето в истории России. |
| 41 072        | Жара во Франции         | Франция                                                             | 1911 | Жара продолжалась 70 дней. Большинство погибших были младенцы. |
| 24 501        | Жара в Европе           | 20 стран Европы                                                     | 2022 | В португальском городке Алижо была зафиксирована температура воздуха 47°С. Во Франции погибло ок. 11 тыс. человек, в Испании — 4655 чел., в Германии — более 4500 чел. Ущерб оценён в 19 млрд евро.                                                                                                  |
| 4800—17 000   | Жара в Северной Америке | США (в основном) и Канада                                           | 1988 | В отдельных регионах жара также продолжилась в 1989 и 1990 годах. Ущерб оценён в 60 млрд долларов (137 млрд в ценах 2023 года). В Милуоки за 55 дней не выпало ни капли осадков. На своём пике засуха охватила до 45 % площади США. Эта жара спровоцировала известный Йеллоустонский пожар 1988 года |
| 9500          | Жара на Востоке США     | Восточное побережье США                                             | 1901 | Температура воздуха не была исключительно высокой, но бедствие продолжалось уникально (для этого региона) длительное время: около полутора месяцев без перерыва. |
| 3951+         | Жара в Европе           | Франция (в основном), Великобритания, Бельгия, Германия, Нидерланды | 2019 | Впервые в истории Франции температура воздуха превысила 45 °C. |
| 3418          | Жара в Европе           | Европа                                                              | 2006 | Аномальная жара была зафиксирована в странах Западной Европы, а также в Швеции и западных регионах России |
| 2541          | Жара в Индии            | Индия                                                               | 1998 | |
| 2500          | Жара в Индии            | Индия                                                               | 2015 | Наибольшее количество умерших от жары, 1735 человек, в штате Андхра-Прадеш. В городе Джхарсугуда была зафиксирована температура воздуха 49,4°С. |

### Землетрясения
Основные статьи: Список наиболее смертоносных землетрясений и Землетрясение.
| Число погибших  | Бедствие                         | Затронутые страны (регионы)                                                       | Дата              | Комментарии, ссылки |
| --------------- | -------------------------------- | --------------------------------------------------------------------------------- | ----------------- | --- |
| 242 419—655 000 | Таншаньское землетрясение        | Китай (городской округ Таншань)                                                   | 28 июля 1976      | |
| 100 000—316 000 | Землетрясение на Гаити           | Гаити                                                                             | 12 января 2010    | Ок. 250 000 жилых домов и ок. 30 000 коммерческих зданий были разрушены или серьёзно повреждены, в т. ч. Национальный дворец, здание Парламента, собор Порт-о-Пренса.    |
| 230 000—300 000 | Землетрясение в Гяндже           | Гянджа (Государство Сельджукидов)                                                 | 20 сентября 1139  | Во время землетрясения обрушилась гора Кяпаз, которая преградила русло реки Ахсу, вследствие чего образовались восемь крупных озёр, одно из которых — известное Гёйгёль. |
| 258 707—273 407 | Землетрясение в Ганьсу           | Ганьсу (Китай)                                                                    | 16 декабря 1920   | |
| 270 000         | Землетрясение в Хундуне          | уезд Хундун (округ Линьфынь, провинция Шаньси, Китай)                             | 25 сентября 1303  | |
| 260 000         | Антиохийское землетрясение       | Антиохия                                                                          | 13 декабря 115    | Полностью разрушен город Кесария Палестинская. |
| 250 000         | Антиохийское землетрясение       | Антиохия                                                                          | 20—29 (?) мая 526 | |
| 230 000         | Землетрясение в Алеппо           | Алеппо (Сирия)                                                                    | 11 октября 1138   | Землетрясение происходило в несколько этапов, охватив территории современных северной Сирии и юго-западной Турции, позднее Ирана и Азербайджана.                         |
| 227 898         | Землетрясение в Индийском океане | Пострадали 18 стран, наиболее сильный удар пришёлся на остров Суматра (Индонезия) | 26 декабря 2004   | Являлось так называемым мегаземлетрясением. Волны цунами поднялись до 30 м.                                                                                              |
| 200 000         | Землетрясение в Дамгане          | Аббасидский халифат                                                               | 22 декабря 856    | Полностью разрушен город Дамган. |
| 40 000—200 000  | Землетрясение в Тебризе          | Иран                                                                              | 8 января 1780     | Полностью разрушен город Тебриз. |

Источник: Most Destructive Known Earthquakes on Record in the World (англ.) // earthquake.usgs.gov

### Зимние бури
Основные статьи: Список снежных бурь, Зимняя буря и Метель.
| Число погибших | Бедствие                        | Затронутые страны (регионы)                                     | Год          | Комментарии, ссылки |
| -------------- | ------------------------------- | --------------------------------------------------------------- | ------------ | --- |
| 4000+          | Снежная буря в Иране            | Иран                                                            | февраль 1972 | Буря продолжалась неделю, почву укрыл слой снега толщиной до 8 м. Сильно пострадал городок Эрдекан, около 200 деревень были стёрты с лица земли. 6000 человек остались в графе «пропавшие без вести».             |
| 3000—3700      | Марш смерти каролинеров         | Норвегия                                                        | январь 1719  | Отступление Каролинской пехоты под командованием Карла Густава Армфельдта после неудавшейся осады Тронхейма на заключительном этапе Северной войны. Ок. 600 солдат остались калеками на всю жизнь.                |
| 290—978        | Зимний шторм в Северной Америке | США                                                             | февраль 2021 | В меньшей степени шторм также затронул Северную Мексику, Восточную Канаду, Великобританию, Исландию и Гренландию. Скорость ветра достигала 130 км/ч. Данные о погибших сильно разнятся.                           |
| 650+ — 900+    | Снежная буря в Афганистане      | Афганистан                                                      | январь 2008  | Температура воздуха упала до -30°С, почву укрыл слой снега толщиной до 1,8 м. Также погибло более 100 тыс. овец и коз, почти 315 тыс. голов крупного рогатого скота.                                              |
| 400+           | Великая метель 1888 года        | Восточные США, Восточная Канада                                 | март 1888    | Стихия бушевала три дня, глубина снега достигала 1,47 м, скорость ветра — 72 км/ч, высота сугробов достигала 15 м. Неделю отсутствовало движение поездов, не работал телеграф. 200 судов были выброшены на берег. |
| 383            | Великая буря в Аппалачах        | Восточные США, Восточная Канада (Аппалачи)                      | ноябрь 1950  | Внетропический циклон. Скорость ветра достигала 260 км/ч. Несколько дней ок. миллиона человек оставались без электроснабжения.                                                                                    |
| 318            | Буря столетия                   | Восточные США, Восточная Канада, Мексика, Куба, Багамы, Бермуды | март 1993    | Скорость ветра достигала 160 км/ч, температура воздуха опустилась до -24°С. |
| 286+           | Северо-восточная буря           | Восточные США                                                   | декабрь 1960 | Скорость ветра достигала 140 км/ч. |
| 250+           | Буря на Великих озёрах          | Северо-восток США, Юго-восток Канады (Великие озёра)            | ноябрь 1913  | Скорость ветра достигала 145 км/ч. Высота волн достигала 11 м: 19 кораблей было разбито, 19 выброшено на берег. На несколько дней оказались парализованы такие крупные города как Дулут, Чикаго, Кливленд.        |
| 235            | Школьная снежная буря           | Средний Запад США                                               | январь 1888  | Буря налетела неожиданно в тёплый день, застав всех врасплох. Своё название шторм получил в связи с тем, что среди погибших было много детей, находившихся в тот момент в так называемых «однокомнатных школах».  |

### Извержения вулканов
Основные статьи: Список самых смертоносных извержений вулканов и Извержение вулкана.
| Число погибших | Бедствие                     | Место                                                 | Дата                        | Комментарии, ссылки |
| -------------- | ---------------------------- | ----------------------------------------------------- | --------------------------- | --- |
| 36 417—120 000 | Извержение Кракатау          | Зондский пролив (Индонезия)                           | 20—21 мая 1883              | Более 70 % острова Кракатау было разрушено, и он провалился в кальдеру. |
| 59 000—101 000 | Извержение Тамборы           | Голландская Ост-Индия (ныне — Индонезия), о-в Сумбава | 10 апреля 1815              | 10—11 тыс. человек погибли непосредственно от извержения вулкана Тамбора, ещё 49—90 тыс. погибли от голода после извержения и эпидемических заболеваний на Сумбаве, Ломбоке и Бали; снижения глобальной температуры в следующем году, что привело к голоду во многих регионах. |
| 29 000         | Извержение Монтань-Пеле      | остров Мартиника (Малые Антильские острова)           | 7 мая 1902                  | |
| 23 000+        | Извержение Невадо-дель-Руиса | департамент Толима (Колумбия)                         | 13 ноября 1985              | Извержение вулкана Руис было относительно небольшим, но пирокластические потоки и выброс горячей породы привели к таянию части ледникового покрова на вершине вулкана и образованию лахаров в ущельях на склонах горы. Несколько грязевых потоков слились и образовали большой лахар, который практически полностью уничтожил город Армеро: из примерно 29 000 его жителей погибли более 20 тысяч. |
| 1500—16 000    | Извержение Везувия           | область Кампания (Италия)                             | октябрь (приблизительно) 79 | В связи с давностью события даже примерное число погибших установить крайне затруднительно. Уничтожены города Помпеи и Геркуланум. Ныне это место — ядро национального парка «Везувий». |
| 15 000         | Извержение Ундзэна           | вулкан Ундзэн (о-в Кюсю, Япония)                      | 21 мая 1792                 | В число погибших также включены жертвы последовавших оползней и мегацунами. Сильно пострадал город Симабара. |
| 10 000+        | Извержение Келуда            | вулкан Келуд (о-в Ява, Индонезия)                     | 1586                        | |
| 6000           | Извержение Санта-Марии       | вулкан Санта-Мария (Гватемала)                        | 24 октября 1902             | Сильно пострадал город Кесальтенанго. |
| 5000           | Извержение Келуда            | вулкан Келуд (о-в Ява, Индонезия)                     | 19 мая 1919                 | Большинство погибших — от горячего селя (лахара), вызванного извержением. |
| 4011           | Извержение Галунггунга       | вулкан Галунггунг (о-в Ява, Индонезия)                | 1822                        | Стихия уничтожила 114 деревень. |

### Импактные события
Основные статьи: Импактное событие, Падения метеоритов, Метеорный поток и Метеоритный воздушный взрыв.
Комментарий: По данным на 2020 год существует только один научно подтверждённый случай, когда астрономический объект приводил к человеческим жертвам. Тем не менее, за всю историю человечества было описано несколько подобных случаев. Поэтому данные о количестве жертв почти во всех перечисленных ниже событиях считаются неофициальными.
| Число погибших (неофициальное) | Место                                    | Год           | Комментарии, ссылки |
| ------------------------------ | ---------------------------------------- | ------------- | --- |
| 10 000+                        | округ Цинъян (Китай)                     | 1490          | Событие называется «Происшествие в Цинъяне». |
| «десятки»                      | район Чаншоу (Китай)                     | 1639          | Десять домов разрушены предположительно метеоритом. |
| 10+                            | Китай                                    | 616           | «Большой метеорит упал на лагерь повстанцев Лу Мин-Юэ, разрушив стенобитное орудие». |
| 2                              | Бассейн р. Подкаменная Тунгуска (Россия) | 1908          | Падение Тунгусского метеорита. |
| 2                              | Индийский океан                          | 1648          | Два моряка судна «Малакка» погибли в результате возможного падения метеорита. |
| 1                              | Город Кремона (Италия)                   | 1511          | «Монах и несколько животных были убиты камнями весом до 50 кг.» |
| 1                              | Город Милан (Италия)                     | 1633 или 1664 | «Монах умер после того, как метеорит попал ему в бедро.» |
| 1                              | Гасконь (Франция)                        | 1790          | «Фермер убит метеоритом.» |
| 1                              | Дэн-ле-Пуалье (Франция)                  | 1879          | «Фермер убит метеоритом.» |
| 1                              | Сулеймания (Османская империя)           | 1888          | «Около 8:30 вечера дождь из метеоритов обрушился на деревню Сулеймания. Один человек погиб, а ещё один остался навсегда парализованным.» На 2020 год — это единственный научно подтверждённый случай, когда астрономический объект привёл к человеческим жертвам. |

Источники: Human Casualties in Impact Events (англ.); Some interesting meteorite falls of the last two centuries (англ.)

### Лавины, оползни
Основные статьи: Список лавин по числу погибших, Список оползней, Лавина и Оползень.
| Число погибших | Бедствие                                                                     | Затронутые страны (регионы)                 | Год  | Комментарии, ссылки |
| -------------- | ---------------------------------------------------------------------------- | ------------------------------------------- | ---- | --- |
| 100 000        | Оползневая плотина на реке Дадухэ, вызванная землетрясением Кандин-Джагсамка | Китай                                       | 1786 | |
| 100 000        | Оползни в уезде Хайюань, вызванные землетрясением в Ганьсу                   | Китай                                       | 1920 | |
| 70 000         | Оползни, вызванные землетрясением Тунвэй-Ганьсу                              | Китай                                       | 1718 | |
| 30 000         | Лавина на Уаскаране                                                          | Перу, гора Уаскаран                         | 1970 | Селевой (обломковый) поток, вызванный землетрясением в Анкаше. Полностью уничтожен городок Юнгай и десяток близлежащих деревень. |
| 10 000—30 000  | Оползни в штате Варгас                                                       | Венесуэла                                   | 1999 | Погибло до 10 % населения штата Варгас. |
| 2000—10 000    | Белая пятница                                                                | Доломитовые Альпы (Восточные Альпы, Италия) | 1916 | На Итальянском фронте Первой мировой войны лавина обрушилась на австро-венгерские казармы на горе Мармолада. Другие лавины в тот же день обрушились на итальянские и другие австро-венгерские позиции, убив сотни солдат. По некоторым данным, обе стороны намеренно выпустили снаряды в ослабленный снежный покров, пытаясь похоронить другую сторону. |
| 5000—28 000    | Оползень в Хаите, вызванный землетрясением                                   | СССР (Таджикистан, город Хаит)              | 1949 | Полностью уничтожены 33 деревни. В связи с цензурой, об этом бедствии не было никаких новостей в СМИ, о катастрофе общественность узнала лишь в начале 1990-х годов. В связи с давностью события установить даже примерное количество погибших крайне затруднительно.                                                                                   |

### Лесные пожары
Основные статьи: Список лесных пожаров и Лесной пожар.
| Число погибших | Бедствие               | Затронутые страны (регионы)       | Дата                        | Комментарии, ссылки |
| -------------- | ---------------------- | --------------------------------- | --------------------------- | --- |
| 1500—2500      | Пожар в Пештиго        | США (Висконсин)                   | октябрь 1871                | Сгорело 490 000 га. Сильно пострадал городок Пештиго. Пожар произошёл в тот же день, что и так называемый Великий чикагский пожар. Последний известен в истории гораздо больше, хотя он унёс жизни «всего» ок. 300 человек.                                      |
| 1000—1200      | Пожар в Курше-2        | СССР (Рязанская обл.)             | август 1936                 | Лесным пожаром полностью уничтожен рабочий посёлок Курша-2. Официально было объявлено о 313 погибших. |
| 418—476        | Великий пожар в Хинкли | США (Миннесота)                   | сентябрь 1894               | Сгорело 810—1000 км². Сильно пострадал городок Хинкли. |
| 453            | Пожар в Клоке          | США (Миннесота)                   | октябрь 1918                | Сгорело 100 000 га, 38 городков и деревень. Сильно пострадал городок Клоке. |
| 282            | Пожар в Тамбе          | США (Мичиган)                     | сентябрь 1881               | Пожар произошёл в регионе Те-Тамб. Сгорело 4000 км². |
| 240            | Пожары в Индонезии     | Индонезия (Суматра и Калимантан)  | сентябрь 1997 — январь 1998 | Пожары продолжались около полугода, за это время сгорело 8 млн га леса (джунглей). Воздействие дыма и сажи от этих пожаров заметно ощутили на себе семь стран (не считая Индонезию).                                                                             |
| 223            | Пожар в Матесоне       | Канада (Онтарио)                  | июль 1916                   | Сильно пострадали городки Блэк-Ривер — Матесон и Ирокез-Фолс. Сгорело 2000 км² леса. |
| 191—211        | Пожар «Чёрный дракон»  | Китай (округ Да-Хинган-Лин), СССР | май 1987                    | Пожар продолжался месяц. Огонь охватил около 10 000 км², из которых 6500 км² было лесом. Стихия уничтожила одну шестую всех запасов древесины Китая. 33—50 тыс. человек остались без крова.                                                                      |
| 173            | Пожары в Австралии     | Австралия (Виктория)              | февраль—март 2009           | Пожар уничтожил более 3500 зданий (в т. ч. 2029 домов), охватил территорию в 450 тыс. га. |
| 160+           | Пожар в Мирамиши       | Канада (Нью-Брансуик)             | октябрь 1825                | 160 погибших — только в городке Ньюкасл и его окрестностях; сколько погибло лесорубов, находящихся в тот день на работе, — неизвестно. Также сильно пострадали городки Фредериктон, Дугластаун и Напан. Сгорело 16 000 км² леса (20 % всех лесов Нью-Брансуика). |

### Лимнические извержения
Комментарий: в истории человечества задокументировано лишь два случая лимнических извержений; оба в одной стране, и оба в середине 1980-х годов.
| Число погибших | Бедствие                                  | Затронутые страны (регионы)      | Дата            | Комментарии, ссылки |
| -------------- | ----------------------------------------- | -------------------------------- | --------------- | --- |
| 1744           | Лимнологическая катастрофа на озере Ньос  | Северо-Западный регион (Камерун) | 21 августа 1986 | На озере Ньос произошла лимнологическая катастрофа: огромное количество углекислого газа вырвалось из озера со скоростью ок. 100 км/ч, затем это облако осело, задушив всех людей и кислорододышащих животных в радиусе 25 км от озера.                                                 |
| 37             | Лимнологическая катастрофа на озере Манун | Северо-Западный регион (Камерун) | 15 августа 1984 | На озере Манун произошла лимнологическая катастрофа: из него вырвался большой объём неизвестного газа (у выживших были зафиксированы ожоги кожи, они описывали увиденное как «беловатое облако, похожее на дым, которое имело горько-кислый запах»). Волна воды достигала в высоту 5 м. |

### Наводнения
Основные статьи: Список наводнений, Список самых смертоносных наводнений и Наводнение.
Комментарий: Некоторые из этих наводнений и оползней были частично вызваны деятельностью человека — например, разрушением плотин, дамб, морских дамб или подпорных стен. В этот список не включено рукотворное наводнение на реке Хуанхэ в 1938 году, вызванное исключительно преднамеренным рукотворным актом (война, разрушение дамб).
| Число погибших    | Бедствие                          | Затронутые страны (регионы)               | Год  | Комментарии, ссылки |
| ----------------- | --------------------------------- | ----------------------------------------- | ---- | --- |
| 150 000—4 000 000 | Наводнение в Китае                | Южно-Центральный Китай, Восточный Китай   | 1931 | Под воду ушли такие крупные города как Ухань и Нанкин, в конечном итоге 25 августа была прорвана дамба вдоль озера Гаоюху. |
| 930 000—2 000 000 | Наводнение на Хуанхэ              | Китай                                     | 1887 | |
| 26 000—240 000    | Прорыв плотины Баньцяо            | округ Чжумадянь (провинция Хэнань, Китай) | 1975 | Причина — тайфун Нина. В связи с цензурой общественность узнала истинные масштабы катастрофы лишь в 1990-х годах.          |
| 145 000           | Наводнение на Янцзы               | Китай                                     | 1935 | Пострадали шесть провинций на реке Янцзы.                                                                                  |
| 100 000+          | Наводнение в день Святого Феликса | Священная Римская империя                 | 1530 | Основной урон понесли регионы Фландрия, Зеландия и Зёйд-Бевеланд.                                                          |
| 100 000           | Наводнение на Янцзы               | Китай                                     | 1911 | |
| 100 000           | Наводнение в Нидерландах и Англии | Нидерланды и Англия                       | 1099 | |
| 50 000—80 000     | Наводнение в день Святой Люсии    | Священная Римская империя                 | 1287 | Штормовой прилив причинил наибольший ущерб Нидерландам и Северной Германии.                                                |
| 60 000            | Наводнение в Нидерландах          | Священная Римская империя (Нидерланды)    | 1212 | |

### Торнадо, смерчи
Основные статьи: Список торнадо, унёсших 100 и более жизней, Торнадо и Смерч.
| Число погибших | Бедствие                        | Затронутые страны (регионы)                                   | Год           | Комментарии, ссылки |
| -------------- | ------------------------------- | ------------------------------------------------------------- | ------------- | --- |
| 1300           | Смерч Даулатпур-Сатурия         | округ Маникгандж (Бангладеш)                                  | 1989          | Серьёзно пострадали города́ Даулатпур и Сатурия.                                                                                         |
| 695            | Торнадо трёх штатов             | штаты Миссури, Иллинойс и Индиана (США)                       | 1925          | Очень сильно пострадали городки Аннаполис (Миссури), Мёрфрисборо (Иллинойс), Де-Сото (Иллинойс), Гриффин (Индиана), Принстон (Индиана). |
| 681            | Торнадо в Дакке                 | Бангладеш                                                     | 1973          | Сильно пострадала столица Бангладеш — Дакка.                                                                                            |
| 660            | Торнадо в Восточном Пакистане   | Восточный Пакистан (ныне — Бангладеш)                         | 1969          | |
| 600            | Торнадо в Великой гавани Мальты | Великая гавань Мальты                                         | 1551 или 1556 | |
| 500+           | Торнадо в Сицилии               | Сицилия (Италия)                                              | 1851          | Сильно пострадал город Марсала. |
| 500            | Торнадо Нараил—Магура           | Восточный Пакистан (ныне — Бангладеш)                         | 1964          | Сильно пострадал город Джессор. |
| 500            | Торнадо Мадарипур—Шибчар        | Восточный Пакистан (ныне — Бангладеш)                         | 1977          | |
| 69—400+        | Смерч в СССР                    | пять областей (особенно Ивановская) Центральной России (СССР) | 1984          | Официальные советские источники заявили о 69 погибших, однако ряд источников говорят о более чем 400 смертях.                           |
| 317+           | Великий торнадо Натчез          | штаты Миссисипи и Луизиана (США)                              | 1840          | Сильно пострадали города Натчез (Миссисипи) и Видалия (Луизиана).                                                                       |

### Тропические циклоны, тайфуны, ураганы
Основные статьи: Список самых смертельных тропических циклонов, Тропический циклон, Тайфун и Ураган.
| Число погибших  | Бедствие                 | Затронутые страны (регионы)                                          | Дата                | Комментарии, ссылки |
| --------------- | ------------------------ | -------------------------------------------------------------------- | ------------------- | --- |
| 300 000—500 000 | Циклон Бхола             | Восточный Пакистан (ныне — Бангладеш), Западная Бенгалия (Индия)     | ноябрь 1970         | Столь большое число жертв было вызвано сильным штормовым приливом, который затопил множество густонаселённых низких островов в Дельте Ганга. |
| 300 000+        | Циклон в Коринге         | деревня Коринга (Восточный Годавари, Андхра-Прадеш, Индия)           | ноябрь 1839         | В то время Коринга был крупным портовым городом, ныне — маленькая деревня. Оставшиеся в живых ушли из этого «про́клятого места», не став восстанавливать разрушенное. |
| 300 000+        | Циклон в Калькутте       | Бангладеш, Индия (в основном Западная Бенгалия)                      | октябрь 1737        | Циклон сопровождался землетрясением. |
| 229 000+        | Тайфун Нина              | Тайвань, Восточный и Центральный Китай                               | август 1975         | Большое количество жертв было вызвано прорывом плотины Баньцяо. |
| 200 000         | Циклон в Бенгалии        | округ Бакергунге (Британская Индия)                                  | октябрь—ноябрь 1876 | Основной удар стихии пришёлся на город Барисал. Около половины погибших — от штормового прилива, ещё ок. 100 тысяч человек умерли вскоре от последовавшего голода. |
| 138 866         | Циклон в Бангладеш       | Бангладеш, Северо-Восточная Индия, Мьянма, Китай (провинция Юньнань) | апрель 1991         | Ок. 10 миллионов человек остались без крова. |
| 138 373         | Циклон Наргис            | Бангладеш, Мьянма, Индия, Шри-Ланка, Таиланд, Лаос, Китай            | май 2008            | Крупнейшее стихийное бедствие в истории Мьянмы. Большинство погибших — из густонаселённой дельты Иравади. Много жертв в городе Богале. Ок. 55 000 человек остались в графе «пропавшие без вести». Спустя несколько дней после бедствия поблизости случилась ещё одна крупная природная катастрофа: Сычуаньское землетрясение (более 87 тыс. погибших, более 18 тыс. пропали без вести). |
| 100 000+        | Тайфун на Филиппинах     | Филиппины                                                            | 1780                | |
| 10 000—50 000   | Циклон в Андхра-Прадеш   | штат Андхра-Прадеш (Индия)                                           | ноябрь 1977         | Наиболее пострадали прибрежные деревни реки Кришна; тысячи людей погибли на острове Дивисеема, на который обрушилась семиметровая волна. |
| 22 000—28 500   | Великий ураган 1780 года | Малые Антильские острова, Пуэрто-Рико, Гаити, Бермудские Острова     | октябрь 1780        | Также некоторый урон, возможно, понесла Восточная Флорида и некоторые юго-восточные штаты США. Скорость ветра, возможно, достигала 320 км/ч. Подробности о траектории и силе урагана неизвестны, т. к. полноценные официальные наблюдения за атлантическими ураганами ведутся с 1851 года.                                                                                              |
| ≈ 17 000        | Гонконгский тайфун       | Гуандун, Гонконг, Макао                                              | сентябрь 1874       | Самый смертоносный тайфун в истории Макао |

### Цунами
Основные статьи: Список цунами и Цунами.
Комментарий: в список не включено бедствие 1782 года, унёсшее жизни около 40 000 человек в Тайваньском проливе, т. к. оно, возможно, имело «метеорологическое» происхождение (циклон).
| Число погибших | Бедствие                    | Затронутые страны (регионы)                                                       | Дата                 | Комментарии, ссылки |
| -------------- | --------------------------- | --------------------------------------------------------------------------------- | -------------------- | --- |
| 227 898        | Цунами в Индийском океане   | Пострадали 18 стран, наиболее сильный удар пришёлся на остров Суматра (Индонезия) | 26 декабря 2004      | Являлось так называемым мегаземлетрясением. Волны цунами поднялись до 30 м.                                                                                       |
| 36 417—120 000 | Извержение вулкана Кракатау | Зондский пролив (Индонезия)                                                       | 20—21 мая 1883       | Более 70 % острова Кракатау было разрушено, и он провалился в кальдеру.                                                                                           |
| 30 000—100 000 | Минойское цунами            | остров Тира, Эгейское море                                                        | ок. 1600 г. до н. э. | Извержение плинианского типа вулкана Санторин. |
| 75 000—82 000  | Мессинское цунами           | Мессинский пролив между Сицилией и Апеннинским полуостровом (Италия)              | 28 декабря 1908      | В результате разгула стихии были разрушены города Мессина, Реджо-ди-Калабрия и Пальми. Самое разрушительное землетрясение в Европе на тот момент.                 |
| 12 000—50 000  | Лиссабонское цунами         | Атлантический океан (200 км от мыса Сан-Висенти, 290 км от Лиссабона)             | 1 ноября 1755        | |
| 5000—41 000    | Цунами в Нанкайдо           | Тихий океан, близ берегов Нанкайдо (Япония)                                       | 20 сентября 1498     | Цунами смыло храм Котоку-ин в Камакуре, в котором находилась статуя Большого Будды, но сама статуя не пострадала.                                                 |
| 25 000+        | Цунами в Арике              | Тихий океан, близ берегов Арики (Перу, ныне — Чили)                               | 13 августа 1868      | |
| 22 066         | Цунами Мэйдзи Санрику       | Тихий океан, близ берегов Ивате (Япония)                                          | 15 июня 1896         | Разрушено ок. 9000 домов, высота волн достигала 38,2 м. |
| 5000+          | Цунами годов Хоэй           | Тихий океан, близ берегов Тюбу, Кансай, Сикоку и Кюсю (Южно-Центральная Япония)   | 28 октября 1707      | Крупнейшее землетрясение Японии до 2011 года. Спустя полтора месяца произошло извержение Фудзи — последнее на 2023 год.                                           |
| «много тысяч»  | Цунами в Греции             | Средиземное море, близ о-ва Крит (Греция)                                         | 21 июля 365          | Цунами нанесло большой урон египетскому городу Александрия (корабли были отброшены от причалов на 3 км вглубь континента), были разрушены почти все города Крита. |